# صومعه یوسته

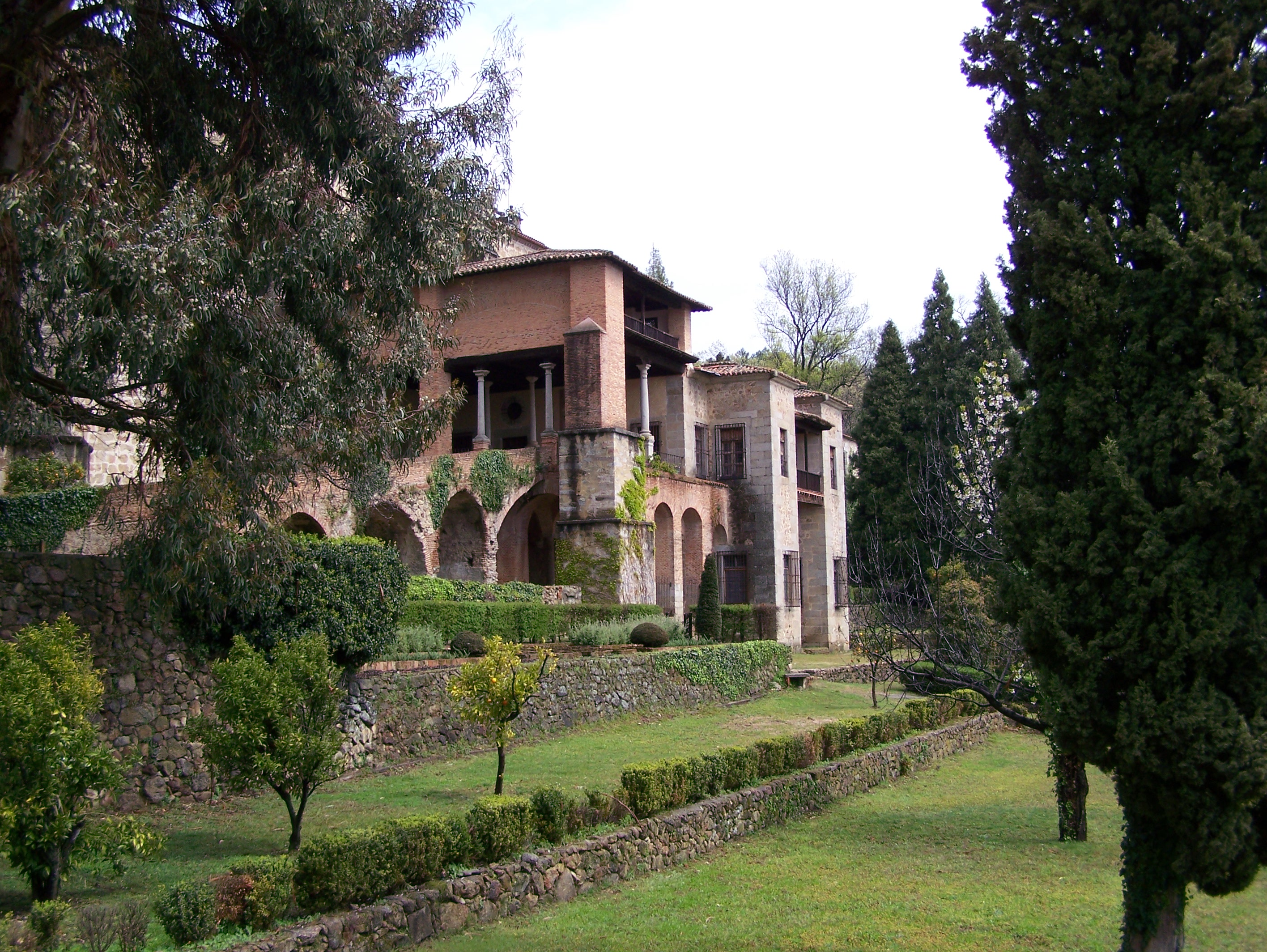
صومعه یوسته

صومعه یوسته (به اسپانیایی: Monastery of Yuste) یک صومعه در روستایی کوچک به نام سان یوسته (اسپانیایی: San Yuste‎ به معنی قدیس عادل) در استان کاسرس در بخش خودمختار اکسترمادورای اسپانیا است. این صومعه در سال ۱۴۰۲ تأسیس شد.
در ۱۵۶۶ امپراتور مقدس روم کارل پنجم پس از بخشیدن تاج سلطنت به برادرش فردیناند به این صومعه نقل مکان کرد و در همین‌جا درگذشت.